# Pappelwäldchen Loschwitz

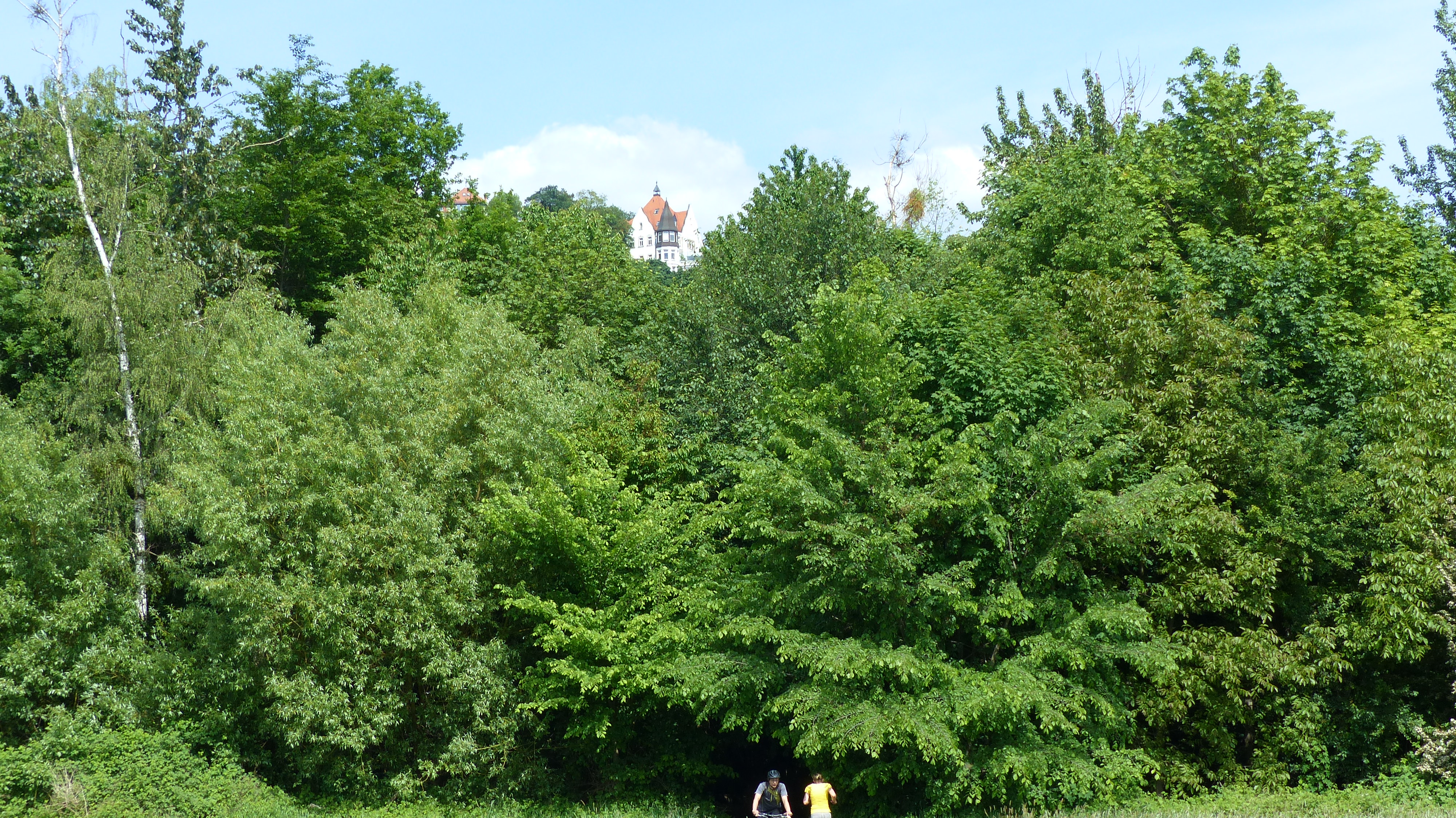
Elbseitiger Blick auf das Flächennaturdenkmal Pappelwäldchen Loschwitz

Das Pappelwäldchen Loschwitz ist ein Flächennaturdenkmal (ND 51) im namensgebenden Stadtteil Loschwitz der sächsischen Landeshauptstadt Dresden. Es ging aus einer dendrologischen Versuchsanpflanzung hervor und befindet sich in einer natürlichen Transformation hin zu einem Auwald.

## Geografie
Das Pappelwäldchen ist ein 4,4 bis 4,5 Hektar großer, 500 Meter langer und etwa 80 bis 130 Meter breiter Forststreifen an der elbwärtigen Seite der Fidelio-F.-Finke-Straße. Seine nördliche Spitze liegt gut 200 Meter südlich des Körnerplatzes in Loschwitz. Er grenzt an die Elbwiesen an. Elbwärts des Pappelwäldchens verläuft der rechtselbische Teil des Elberadwegs.

## Geschichte

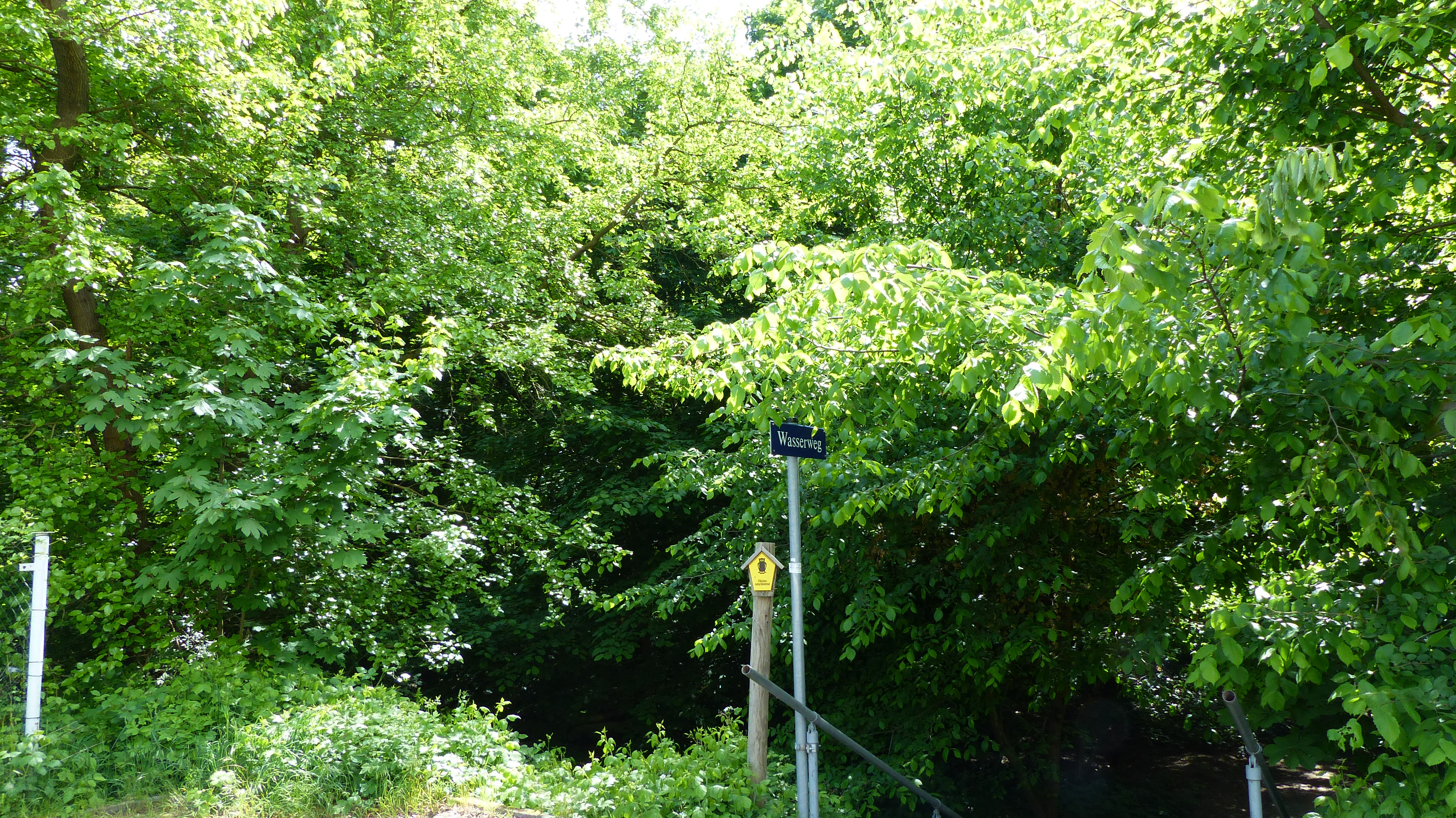
Naturschutztafel am querenden Wasserweg

Auf den vormals landwirtschaftlich genutzten Grundstücken wurden in der Zeit von 1960 bis 1967 verschiedenartige Pappeln gepflanzt. Es handelte sich dabei um eine forstwirtschaftliche Versuchspflanzung, um zu ergründen, wie eine schnelle und somit hochproduktive Bereitstellung von Pappelholz für den Bedarf in der Wirtschaft der DDR erfolgen kann. Später ist die Pflanzung aufgegeben und sich selbst überlassen worden, in der Folge kam es zu natürlicher Sukzession.
Nach Bemühen von Dresdner Naturschützern ist das Pappelwäldchen 1996 als Flächennaturdenkmal unter Schutz gestellt und später vom NABU gekauft worden. Dieser pflegt es und unterstützt durch Entnahme von Hybrid-Pappeln (bis Ende der 2020er) und Anpflanzung anderer Baumarten die Transformation zu einem Auwald. Dies entspricht auch dem Ziel der Naturschutzbehörde im Umweltamt der Landeshauptstadt Dresden.

## Schutzgegenstand

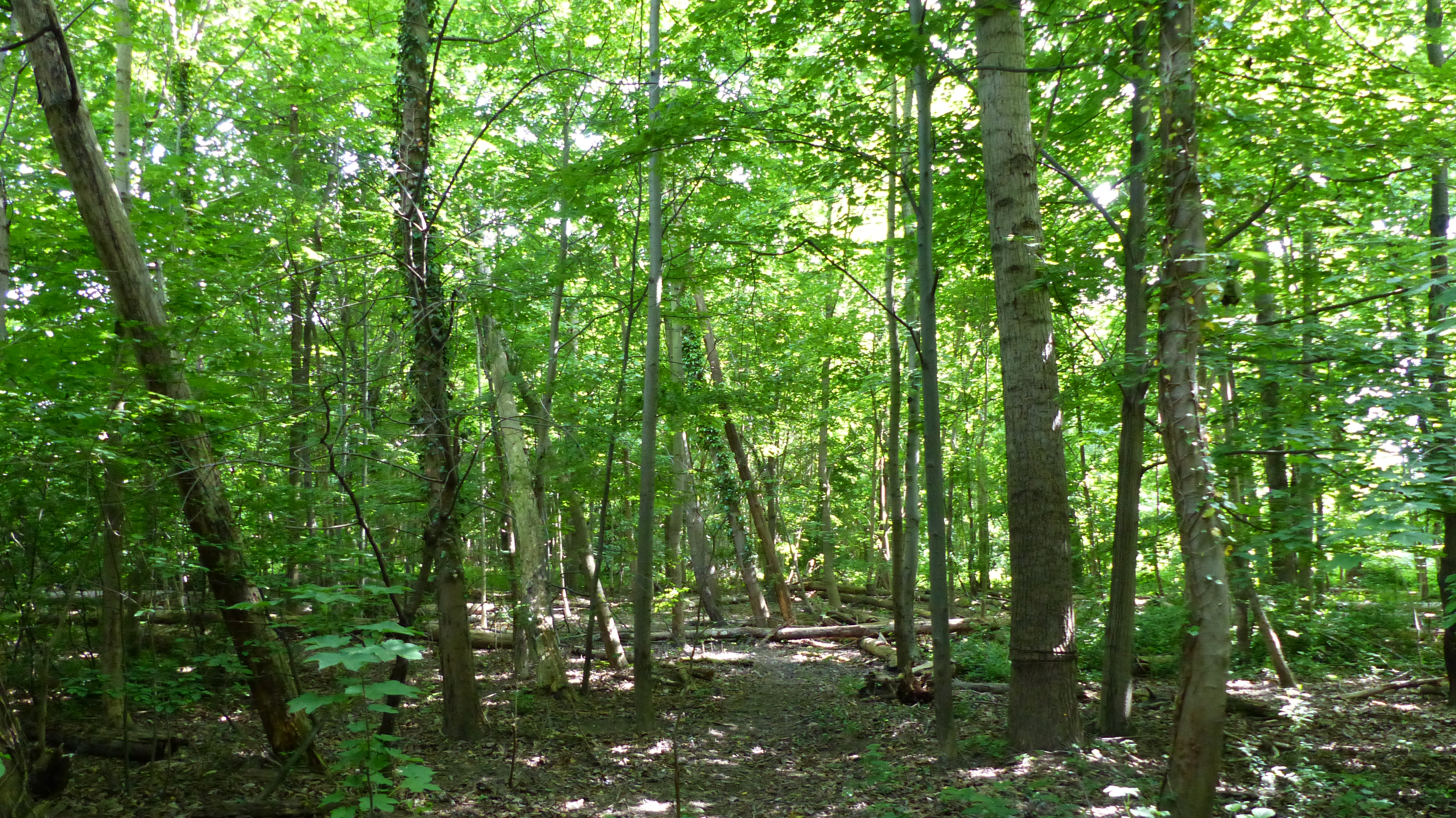
Lebensraum im Pappelwäldchen

Die Verordnung der Landeshauptstadt Dresden über das Flächennaturdenkmal „Pappelwäldchen Loschwitz“ vom 9. Mai 1996 nennt als Schutzzweck einerseits den „Schutz eines ornithologisch bedeutsamen Lebensraumes“ und andererseits „Erhalt und Entwicklung des Wäldchens als belebendes und gliederndes Element im Landschaftsbild“.
Im Schutzgebiet sind mindestens 67 Vogelarten nachgewiesen. Es ist Brutgebiet vieler Singvogelarten und Winterrastplatz von Krähenschwärmen, daneben auch Lebensraum für Reptilien, Wirbellose sowie Rehe.
Die im Pappelwäldchen vorkommende Schwarz-Pappel (Populus nigra) ist in Sachsen vom Aussterben bedroht. Die hybride Bastard-Schwarz-Pappel  (Populus × canadensis) drängt sich in ihren Lebensraum, indem sie schneller und höher wächst. Die extreme Anfälligkeit der Hybridpappel für Misteln sorgte dafür, dass das Pappelwäldchen ein „Herd für die massive Ausbreitung der Misteln in der Umgebung“ war und somit auch die Schwarz-Pappeln geschädigt wurden. Dem wird damit begegnet, dass etappenweise bis Ende der 2020er Jahre alle Hybridpappeln gefällt und auf den freien Flächen Schwarz-Pappeln, Flatterulmen, Stieleichen, Bergahorn, Schwarzerlen und Traubenkirschen nachgepflanzt werden und wurden. Ebenfalls entnommen wird der Spitzahorn. Flatterulmen sind eingebracht worden, da diese Art durch das Ulmensterben bereits dezimiert ist.
Im Jahr 2015 hat die Stadt Dresden weitere sieben Pappeln als Naturdenkmale geschützt, das sind die beiden Säulen-Pappeln Birkenhainer Straße 7 in Cotta, die Säulen-Pappel Kesselsdorfer Straße 235 in Gorbitz, die Säulen-Pappel Leeraue 10 in Wilschdorf, die beiden Schwarz-Pappeln Laubegaster Ufer 1 in Laubegast sowie die Schwarz-Pappel am Lockwitzbach in Niedersedlitz.